# Vùng Đại Los Angeles

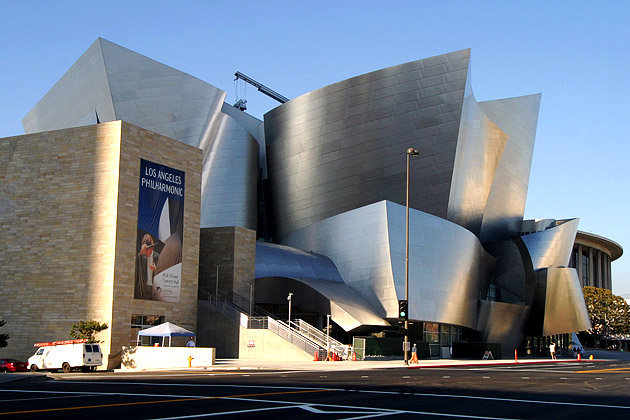
Nhà biểu diễn nhạc Walt Disney, tác phẩm của kiến trúc sư Frank Gehry

Vùng đại Los Angeles, hay Southland là một vùng đại đô thị gom tụ quanh quận Los Angeles, California, Hoa Kỳ. Đại Los Angeles bao gồm Vùng đô thị Los Angeles cũng như Vùng đô thị Riverside-San Bernardino-Ontario và Vùng Oxnard-Thousand Oaks-Ventura, California. Tuy các quận San Diego và Imperial là một phần của Nam California nhưng không được tính nằm trong vùng đại đô thị này.
Nó là cụm từ thông dụng nhất để chỉ Vùng thống kê kết hợp (một nhóm gồm các vùng đô thị tương tác nhau) vươn mình trải ra khắp 5 quận tại miền nam California, chính yếu là Quận Los Angeles, Quận Cam, Quận San Bernardino, Quận Riverside và Quận Ventura. Một định nghĩa không chính thức nhưng thường dùng bao gồm miền đất từ Quận Ventura đến vùng tây nam Quận San Bernardino. Nó luôn có nghĩa là để chỉ Los Angeles như một thành phố riêng biệt, và mọi người sống bên ngoài Nam California thường ám chỉ toàn bộ vùng này là L.A. cho dù nó bao gồm cả năm quận với hơn 100 khu đô thị tự quản riêng biệt (thành phố) và có đông dân số hơn bất cứ một tiểu bang riêng biệt nào trừ các tiểu bang Texas, New York, Florida, và chính California.
Vùng này bao gồm một số khu vực có tầm ảnh hưởng nhất của quốc gia. Nó là một trong các vùng phát triển nhanh nhất tại Hoa Kỳ trong nhiều thập niên, đầu tiên là tại Quận Los Angeles, sau đó là Quận Cam, và bây giờ là Inland Empire. Cho đến năm 2005, dân số ước tính chính thức của vùng đô thị Los Angeles là trên 12,9 triệu người trong lúc đó vùng gồm 5 quận rộng hơn có một dân số trên 17,6 triệu. Cả hai định nghĩa đều có kết quả như nhau: vùng này là vùng thống kê cốt lõi lớn hạng 2 tại Hoa Kỳ sau Vùng đô thị New York.
Cục điều tra dân số Hoa Kỳ đã ấn định vùng năm quận này như là vùng thống kê kết hợp Los Angeles-Long Beach-Riverside với dân số ước tính vào ngày 1 tháng 7 năm 2006 là 17.776.000. Theo Cục điều tra dân số Hoa Kỳ, vùng đô thị Los Angeles có tổng diện tích 4.850 dặm vuông Anh (12.562 km²) trong khi vùng thống kê kết hợp rộng hơn bao phủ 33.954 dặm vuông (87.941 km²) nhưng hơn nữa diện tích là những vùng phía đông có dân cự thưa thớt của hai quận Riverside và San Bernardino.

## Vùng thống kê đô thị
Các quận và nhóm quận hình thành Vùng đô thị Los Angeles được liệt kê dưới đây cùng với ước tính dân số của nó năm 2005 theo Cục điều tra dân số Hoa Kỳ.
Vùng Thống kê Đô thị Los Angeles-Long Beach-Santa Ana, CA (12.950.129)
- Phân vùng đô thị Los Angeles-Long Beach-Glendale, CA (9.948.081)
  - Quận Los Angeles (9.948.081)
- Phân vùng đô thị Santa Ana-Anaheim-Irvine, CA (3.002.048)
  - Quận Cam (3.002.048)

## Vùng thống kê kết hợp

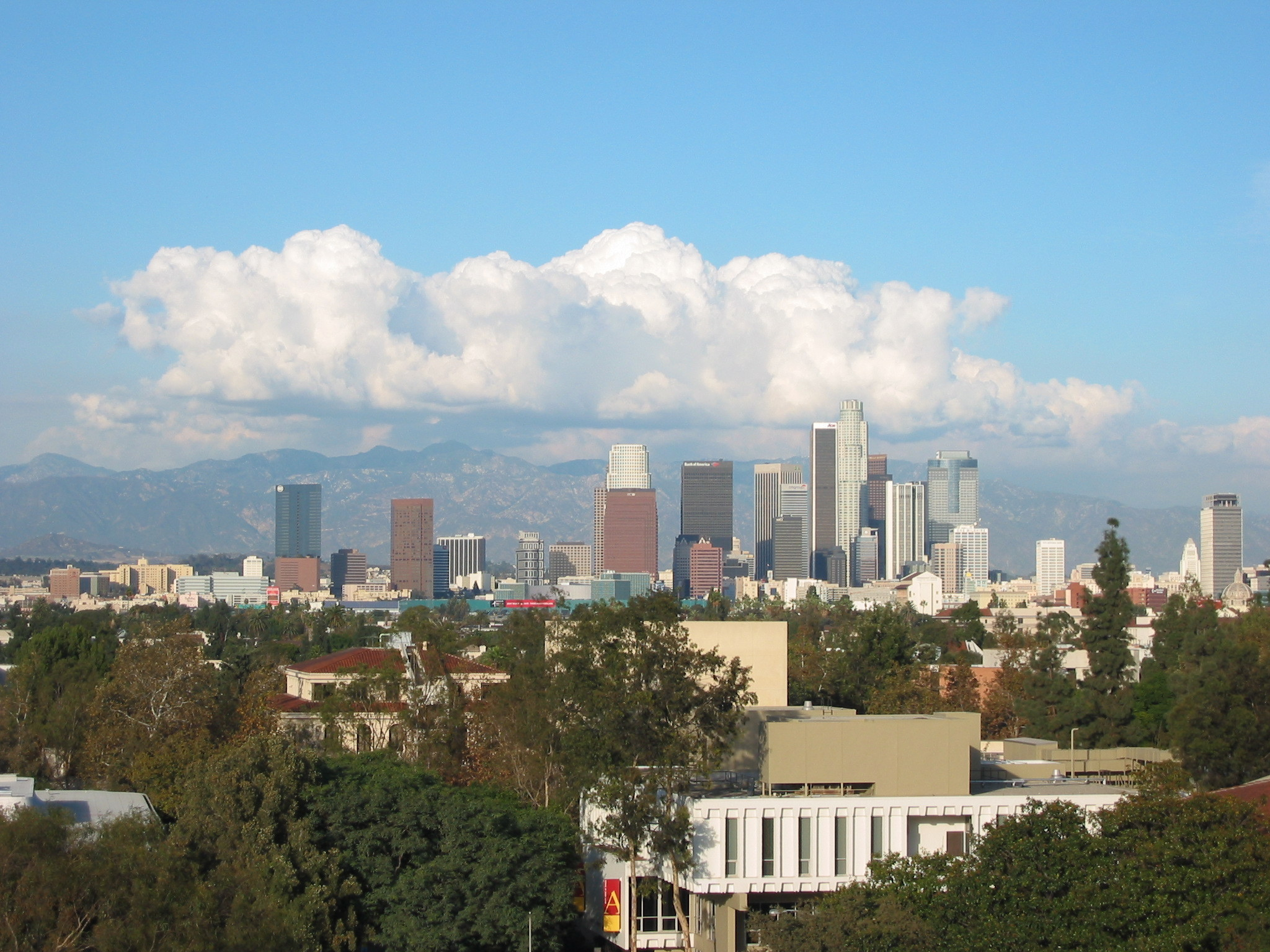
Phố chính Los Angeles, nhìn từ Đại học Nam California

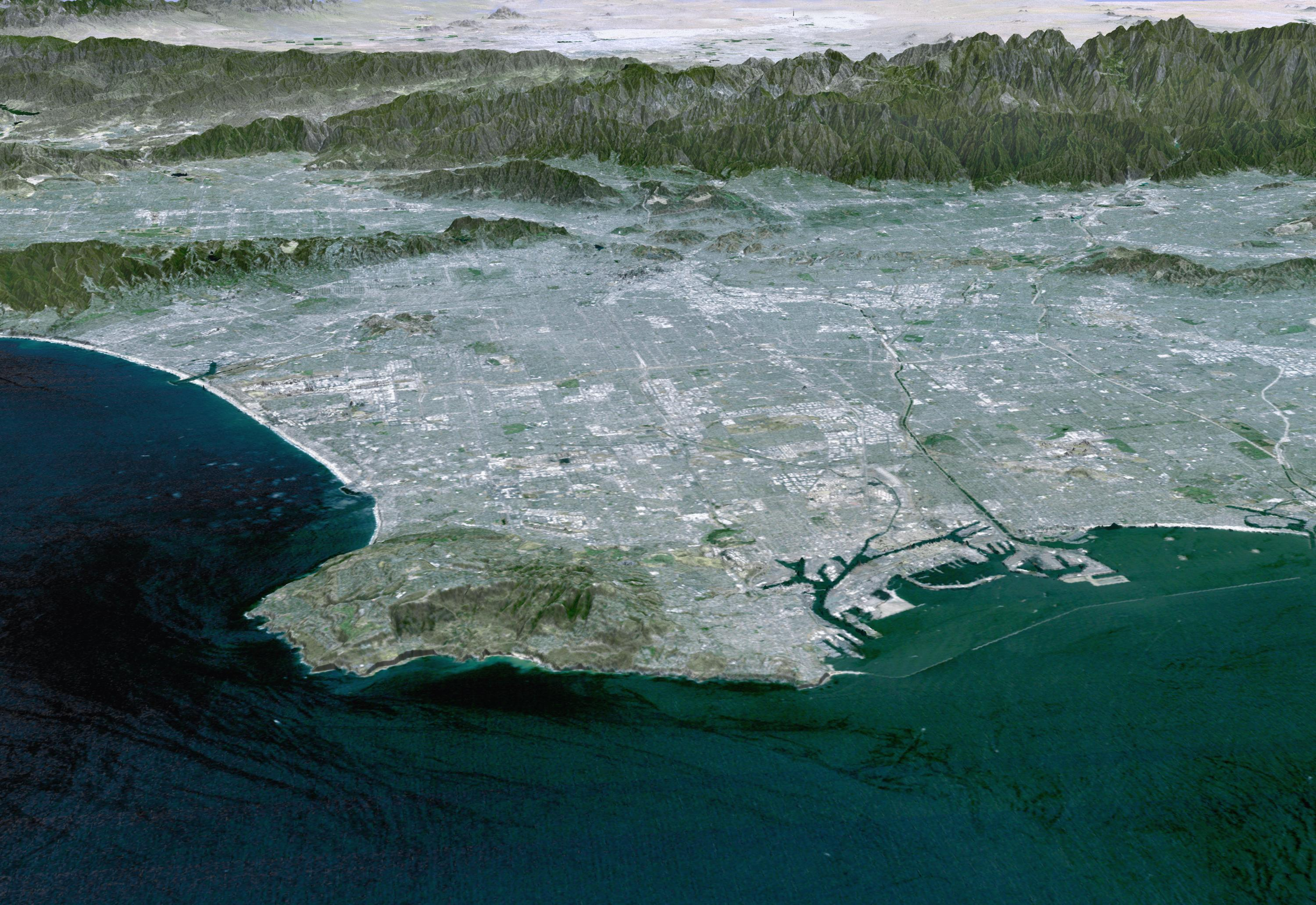
Hình ảnh Lòng chảo Los Angeles từ không gian. Bán đảo Palos Verdes ở tiền cảnh; Cảng Los Angeles ở bên phải.

Ngoài Vùng thống kê đô thị Los Angeles-Long Beach-Santa Ana, CA, các Vùng thống kê đô thị sau đây cũng được nhập vào Vùng thống kê kết hợp Los Angeles-Long Beach-Riverside, CA (tổng dân số 17.775.984):
- Vùng thống kê đô thị Oxnard-Thousand Oaks-Ventura, CA (799.720)
  - Quận Ventura County (799.720)
- Vùng thống kê đô thị Riverside-San Bernardino-Ontario, CA (4.026.135)
  - Quận Riverside, California (2.026.803)
  - Quận San Bernardino, California (1.999.332)

Vùng thống kê kết hợp là một vùng đô thị đa trung tâm gồm có một số đô thị.
| Sắp hạng Dân số | Đô thị                            | Tiểu bang | Dân số 2000 |
| --------------- | --------------------------------- | --------- | ----------- |
| 2               | Los Angeles—Long Beach—Santa Ana  | CA        | 11.789.487  |
| 14              | Riverside—San Bernardino          | CA        | 1.506.816   |
| 68              | Mission Viejo                     | CA        | 533.015     |
| 91              | Oxnard                            | CA        | 337.591     |
| 123             | Lancaster—Palmdale                | CA        | 263.532     |
| 125             | Indio—Cathedral City—Palm Springs | CA        | 254.856     |
| 131             | Temecula—Murrieta                 | CA        | 229.810     |
| 143             | Thousand Oaks                     | CA        | 210.990     |
| 150             | Victorville—Hesperia—Apple Valley | CA        | 200.436     |
| 176             | Santa Clarita                     | CA        | 170.481     |
| 227             | Hemet                             | CA        | 117.200     |
| 238             | Simi Valley                       | CA        | 112.345     |
| 368             | Camarillo                         | CA        | 62.798      |

## Các thành phố chính
Sau đây là danh sách các thành phố chính tại Vùng Đại Los Angeles với dân số ước tính năm 2005 theo Cục điều tra dân số Hoa Kỳ:
- Los Angeles—Long Beach—Santa Ana MSA

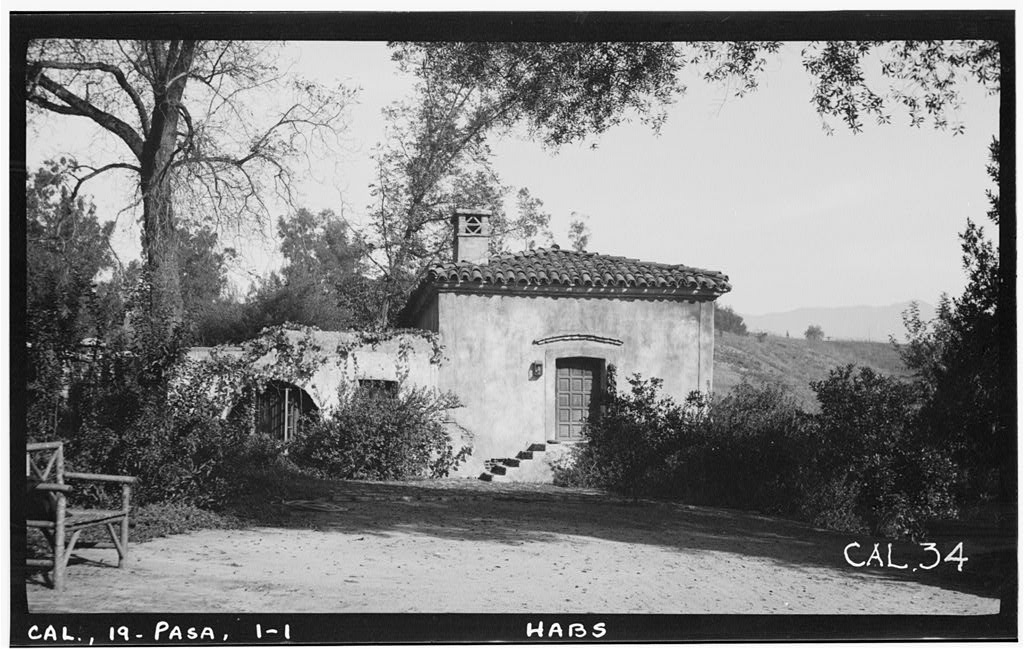
El Molino Viejo, Pasadena, được xây năm 1812

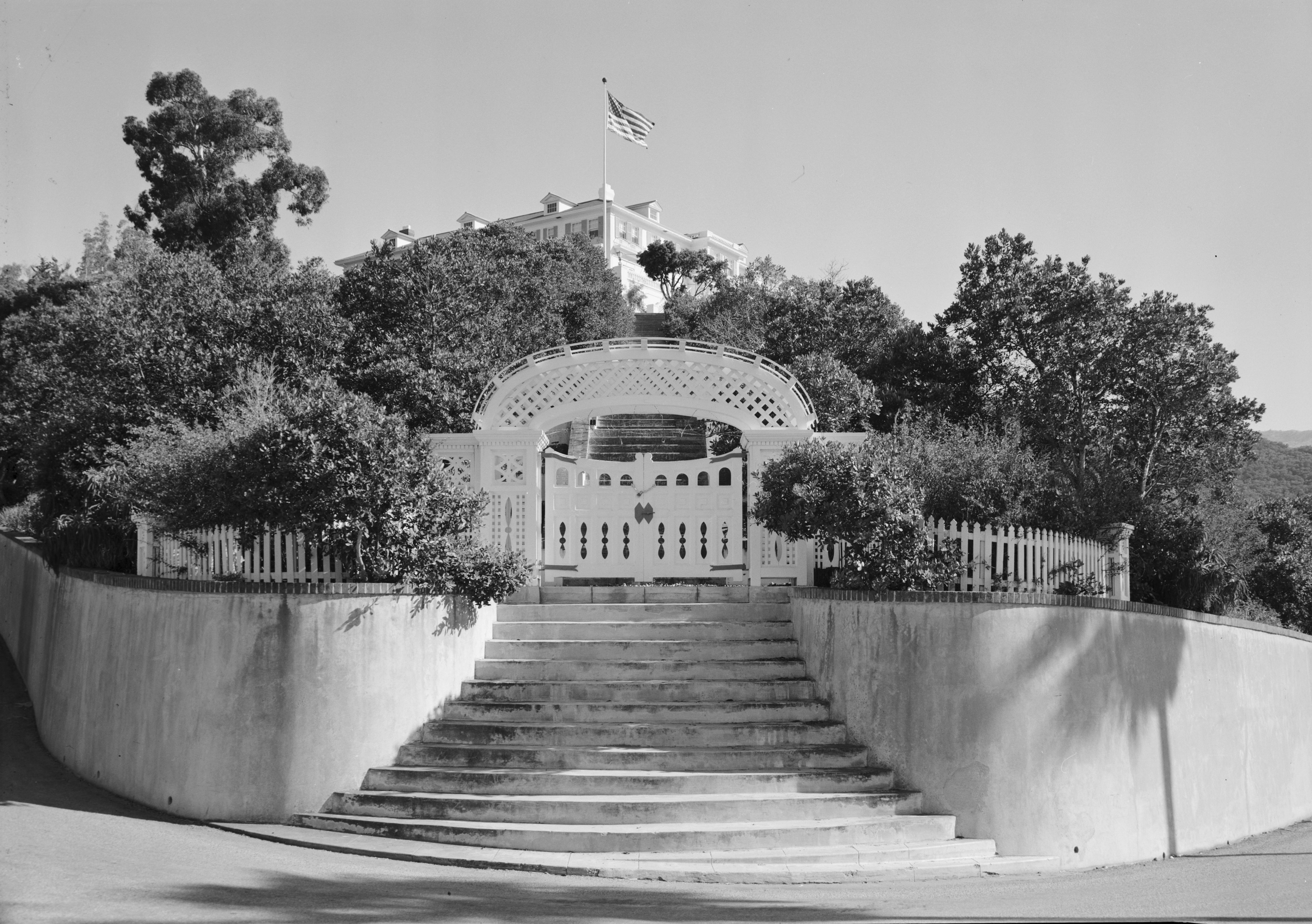
Tòa nhà William Wrigley, Đảo Santa Catalina, hình chụp năm 1974

  - Los Angeles, California (3.849.378)
  - Long Beach, California (472.494)
  - Santa Ana, California (340.024)
  - Anaheim, California (334.425)
  - Glendale, California (199.463)
  - Huntington Beach, California (194.436)
  - Irvine, California (193.956)
  - Pomona, California (154.271)
  - Pasadena, California (144.133)
  - Torrance, California (142.350)
  - Orange, California (135.070)
  - Fullerton, California (132.918)
  - Costa Mesa, California (109.809)
  - Burbank, California (104.317)
  - Compton, California (95.701)
  - Carson, California (93.805)
  - Westminster, California (88.207)
  - Santa Monica, California (88.050)
  - Newport Beach, California (80.006)
  - Tustin, California (69.665)
  - Montebello, California (62.968)
  - Monterey Park, California (62.183)
  - Gardena, California (59.733)
  - Arcadia, California (56.486)
  - Paramount, California (56.369)
  - Fountain Valley, California (55.857)
  - Cerritos, California (52.353)
- Riverside—San Bernardino—Ontario MSA
  - Riverside, California (293.761)
  - San Bernardino, California (198.985)
  - Moreno Valley, California (180.466)
  - Ontario, California (173.351)
  - Victorville, California (98.662)
  - Temecula, California (89.392)
  - Chino, California (79.289)
  - Redlands, California (70.382)
  - Hemet, California (70.136)
  - Colton, California (51.427)
- Oxnard—Thousand Oaks—Ventura MSA
  - Oxnard, California (184.463)
  - Thousand Oaks, California (124.207)
  - Simi Valley, California (112.345)
  - Ventura, California (104.092)
  - Camarillo, California (62.489)

## Địa lý

### Hình thể đô thị
Los Angeles nổi tiếng từ lâu vì chiều hướng vươn ra mở rộng diện tích; tuy nhiên sự nổi tiếng này không xứng đáng. Theo điều tra dân số năm 2000, đô thị "Los Angeles-Long Beach-Santa Ana" có một mật độ dân số là 7.068 người trên một dặm vuông Anh (2.730/km²) bao phủ 1.668 dặm vuông Anh (4.320 km2) vùng đất và làm cho nó trở thành đô thị có mật độ dân số đông nhất (như được Cục điều tra dân số Hoa Kỳ định nghĩa) tại Hoa Kỳ. Để so sánh, toàn bộ Đô thị "New York-Newark" có mật độ dân số là 5.309 người trên một dặm vuông Anh bao phủ 3.353 dặm vuông Anh (8.684 km2) vùng đất.

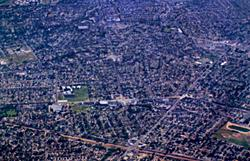
Từ trên cao, một vùng phẳng hoàn toàn bị chiếm chỗ bởi nhà cửa, dinh thự, đường phố và xa lộ cao tốc

Khái niệm sai thông thường về Los Angeles như một thành phố vươn ra mở rộng có thể có nguồn cội trong cơ cấu phân quyền của vùng. Hơn là tập trung trong một vùng phố chính đơn độc, tiềm năng học vấn, công nghiệp, chính trị, dân cư, thương mãi, và văn hóa chính yếu của vùng được trải rộng trên một hệ thống liên kết và tinh xảo. Trong khi tổng mật độ dân số của thành phố (khu đô thị tự quản) Los Angeles tương đối thấp so với các thành phố lớn khác của Mỹ (thí dụ nó ít hơn một phần ba mật độ dân số của Thành phố New York), con số đang che giấu một phần vì vùng này bao gồm những vùng đất phần lớn ít người ở như các phần đất thuộc Dãy núi Santa Monica và vì nhiều thành phố vệ tinh ngoại ô của thành phố có mật độ dân số nằm trong số các mật độ dân số cao nhất tại Hoa Kỳ. Mật độ dân số của vùng trung tâm là trên 13.500 người trên một dặm vuông Anh vào năm 2000 . Bên trong các đô thị, Los Angeles được ghi nhận là có khổ đậu xe nhỏ, tỉ lệ nhà cửa, khách sạn, văn phòng không có người ở hay thuê mướn ở mức thấp, và tổng thể thiếu địa bàn mở rộng các khu ngoại ô. Trong vùng nội thị, việc chia sẻ tiền phòng hay cho người lạ thuê phòng khách thì phổ biến. Tuy nhiên, thậm chí trong vùng nội thị, các tòa nhà có chiều hướng xây rất thấp nếu so với các thành phố cực kỳ lớn khác một phần là vì tuân theo luật phòng ngừa động đất khiến gia tăng chi phí xây cất và cũng vì có rất nhiều tòa nhà nhỏ trải rộng khắp Vùng Đại Los Angeles. Los Angeles trở thành một thành phố chính ngay sau khi Đường sắt Pacific Electric giúp di chuyển dân số đến các thành phố nhỏ hơn. Trong những thập niên đầu của thế kỷ 20, vùng này nổi bật với một hệ thống thành phố khá dày đặc nhưng tách biệt được nối lại với nhau bằng đường sắt. Việc sử dụng xe hơi ngày gia tăng đã giúp lấp đầy những khoảng cách giữa các thị trấn phụ cận bằng những khu định cư có mật độ dân số thấp hơn.
Các vùng ngoại ô bao quanh thành phố Los Angeles từ mọi phía. Bắt đầu vào đầu thế kỷ 20, có một sự phát triển dân số lớn bên các rìa phía tây của thành phố di chuyển đến Thung thũng San Fernando và vào trong Thung lũng Conejo ở phía đông Quận Ventura. Phần đông giai cấp lao động da trắng di cư đến khu vực này trong thập niên 1960 và thập niên 1970 khỏi khu Đông và Trung Los Angeles. Kết quả là có một sự phát triển dân số lớn trong Thung lũng Conejo và Quận Ventura xuyên hành lang Quốc lộ Hoa Kỳ 101. Điều này khiến cho Quốc lộ Hoa Kỳ 101 trở thành một xa lộ cao tốc hoàn toàn vào thập niên 1960 và việc mở rộng theo sau đã giúp cho việc đáp xe hàng ngày ra vào Los Angeles dễ dàng hơn và cũng giúp cho việc mở đường cho việc phát triển về phía tây. Sự phát triển trong Quận Ventura và dọc theo hành lang Quốc lộ Hoa Kỳ 101 vẫn gây tranh cãi giữa những người tranh đấu cho không gian mở rộng và những người cảm thấy rằng phát triển thương mại là cần thiết để phát triển kinh tế. Mặc dù vùng này vẫn còn nhiều khu đất và không gian trống nhưng gần như tất cả đã được dành riêng và ủy nhiệm không được phát triển như một phần kế hoạch lớn của bất cứ thành phố nào. Vì lý do này, vùng đất này có thời là một vùng địa ốc tương đối rẻ rồi bỗng dưng giá đất tăng vọt trong thập niên 2000. Giá nhà trung bình trong Thung lũng Conejo, thí dụ, có giá từ 700.000 đến 2,2 triệu.
Vùng Los Angeles tiếp tục phát triển, chủ yếu trên khu ngoại biên nơi những vùng chưa phát triển, rẻ hơn và mới đang được tìm kiếm.

### Định dạng
Cụm từ "Đại Los Angeles" có thể được dùng để chỉ vùng đô thị hay vùng kết hợp. Thuật từ "Southland" thì mơ hồ hơn và có thể dùng để chỉ cả hai. Ngoài ra, Southland được giới truyền thông địa phương dùng nhiều hơn là bởi cư dân. Cũng giống như trường hợp tại hầu hết tất cả các vùng đô thị chính, đa số công ăn việc làm hiện nay đều nằm ngoài cái lỏi phố chính và nhiều người phải di chuyển hàng ngày và thực hiện các hoạt động thường ngày của họ tại các vùng ngoại ô như các quận lớn và các khu đô thị tự quản mà nằm bên ngoài thành phố Los Angeles.

### Ranh giới

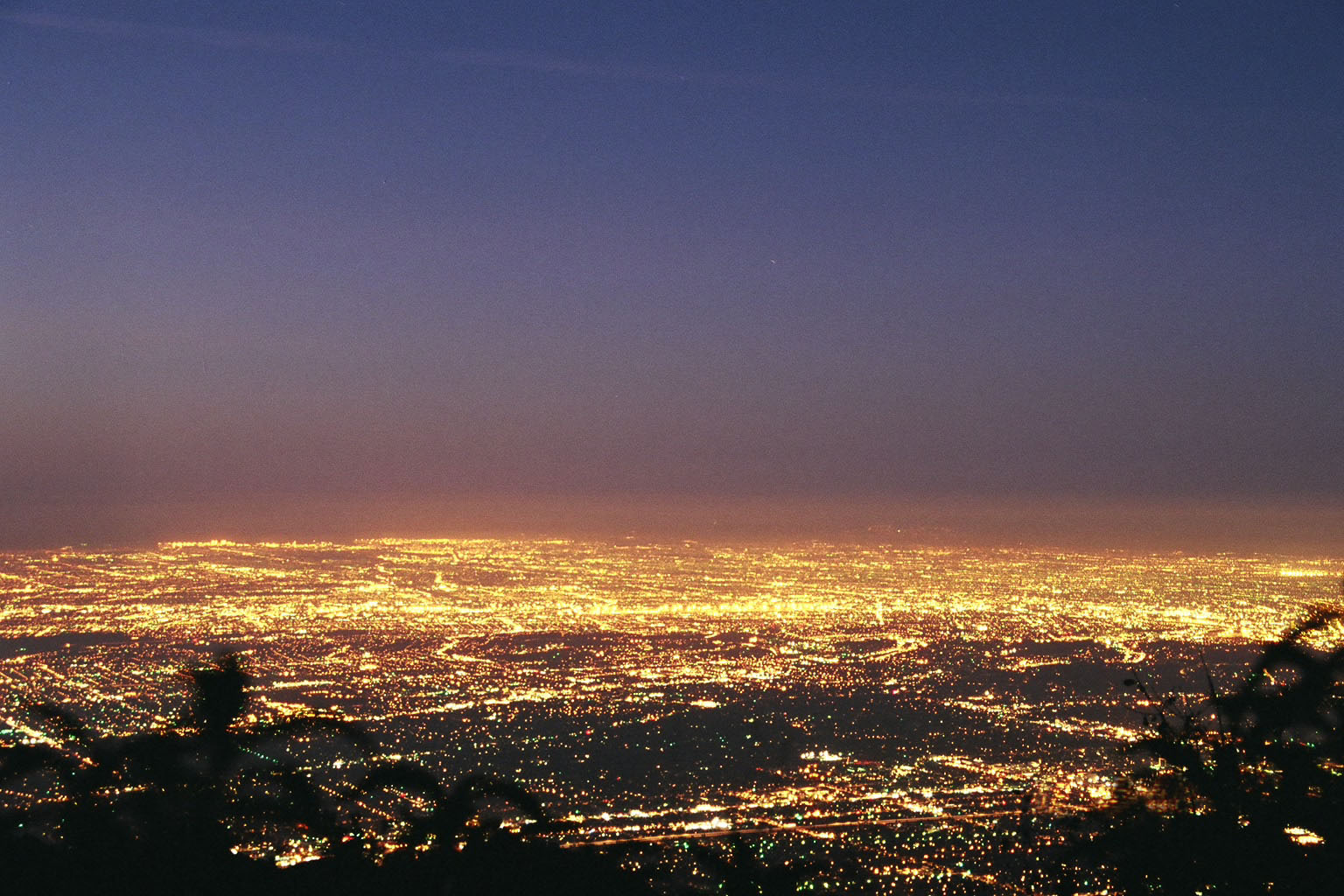
Lòng chảo Los Angeles lúc ban mai

Một số vùng có ranh giới tự nhiên như núi hoặc đại dương; những vùng khác được phân theo ranh giới thành phố, xa lộ cao tốc, hoặc địa điểm xây dựng nổi bật. Thí dụ, Phố chính Los Angeles là vùng Los Angeles bị bao quanh bởi ba xa lộ cao tốc và một con sông: Xa lộ cao tốc Harbor phía tây, Quốc lộ Hoa Kỳ 101 phía bắc, Sông Los Angeles phía đông và Xa lộ cao tốc Santa Monica phía nam. Hay Thung lũng San Fernando: nằm ở bắc-tây bắc của phố chính ("The Valley") là một lòng chảo rộng 15 dặm Anh (24 km) bao quanh bởi đồi núi.
Những vùng khác của Los Angeles bao gồm Westside; Nam L.A. (trước đây còn được biết là Đông Trung L.A.); và vùng San Pedro/Thành phố Harbor. Các vùng phụ cận nằm bên ngoài ranh giới thành phố thật sự của thành phố hợp nhất Los Angeles gồm có South Bay, Gateway Cities, Thung lũng San Gabriel và Foothills. Vùng San Pedro/Thành phố Harbor bị sáp nhập vào thành phố Los Angeles vì vậy thành phố có lối đến và có thể quản lý Cảng Los Angeles. Nó được nối liền với phần còn lại của L.A. chỉ quan một hành lang hẹp theo Xa lộ cao tốc Harbor. Nhiều dân cư ngụ L.A. xem Eastside là phần phía đông của Sông Los Angeles, phía trên Quận Cam.
Ranh giới thành phố thì khá phức tạp. Thí dụ, Beverly Hills và Tây Hollywood bị thành phố Los Angeles vây quanh hoàn toàn trừ một ranh giới nhỏ mà hai thành phố có cùng ranh giới. Thành phố Culver bị L.A. vây quanh trừ nơi nó cùng có ranh giới chung với các cộng đồng chưa được tổ chức Ladera Heights và Baldwin Hills. Cả Santa Monica và vùng chưa được tổ chức Marina del Rey bị vây xung quanh trừ phía đại dương. San Fernando trong gốc phía bắc của Thung lũng San Fernando cũng là một thành phố riêng biệt bị lãnh thổ của L.A. bao quanh. Phần lớn vùng đất của Quận Los Angeles là chưa được tổ chức và vẫn còn nằm trong quyền pháp lý chính yếu của Quận Los Angeles.

## Nhân khẩu
Theo điều tra dân số năm 2000, có 16.373.645 người sống trong Vùng Đại Los Angeles. Tỉ lệ sắc tộc của vùng là 55,14% người da trắng (39,01% người da trắng không phải là người nói tiếng Tây Ban Nha), 10,39% người gốc châu Á, 0,29% người gốc Đảo Thái Bình Dương, 7,60% người gốc châu Phi, 0,87% người bản thổ Mỹ, 21,00% thuộc các sắc tộc khác và 4,70% có từ hai sắc tộc trở lên. 40,30% dân số là người nói tiếng Tây Ban Nha thuộc mọi sắc tộc. 30,95% dân số (5.068 triệu) được sinh ra ở ngoại quốc; trong đó có 62,07% đến từ châu Mỹ Latinh, 28,93% từ châu Á, 6,00% từ châu Âu và 3,00% từ các nơi khác trên thế giới. 20,22% dân số (3,310 triệu) được sinh tại các tiểu bang khác.
Sự phát triển bùng nổ của vùng này trong thế kỷ 20 có thể nói là nhờ vào khí hậu Địa trung hải thuận lợi của nó, đất đai sẵn có và nhiều ngành công nghiệp nở rộ như dầu hỏa, xe hơi và vỏ xe, phim ảnh và hàng không mà đã hấp dẫn hàng triệu người đến từ khắp nơi tại Hoa Kỳ và thế giới.

## Du lịch
Vì thế đứng của L.A. như "Thủ đô Giải trí Thế giới", có rất nhiều những điểm hấp dẫn ở đây và đó chính là lý do tại sao nó là một trong các điểm đến du lịch đông nhất thế giới. Đây là bản phân loại các điểm hấp dẫn chính khắp vùng Đại Los Angeles:

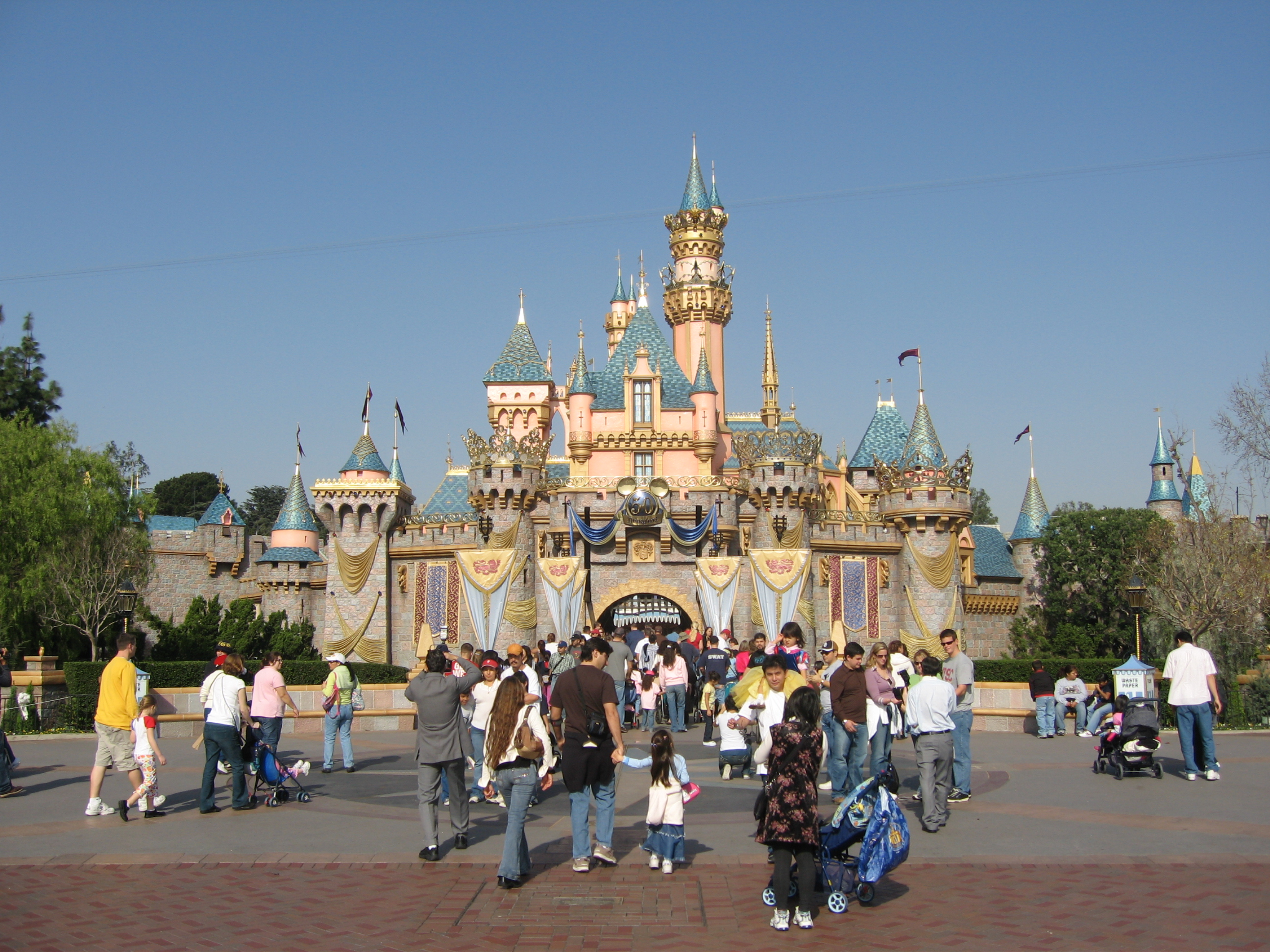
Lâu đài mỹ nhân đang ngũ tại Disneyland

### Công viên vui chơi

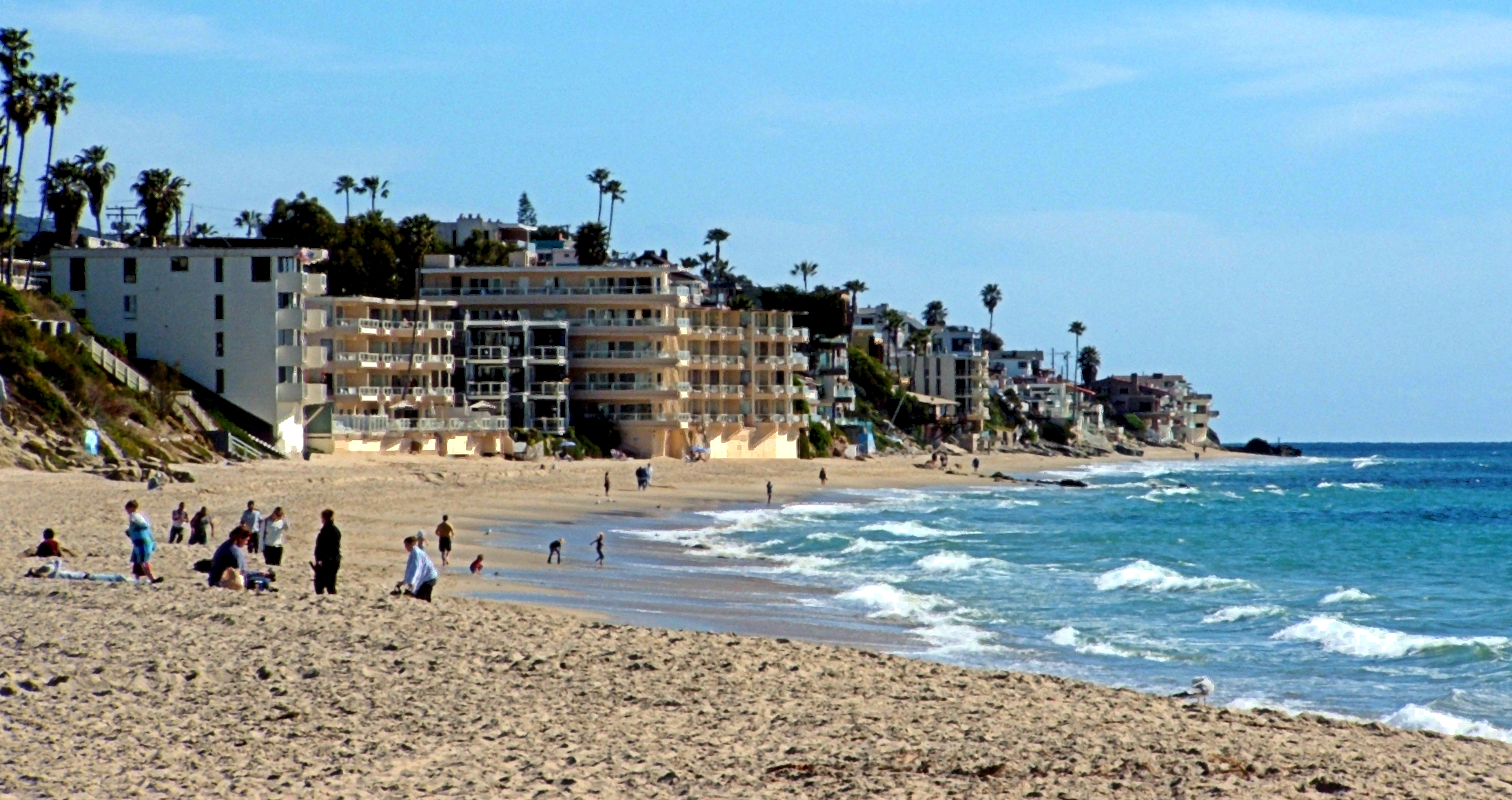
Duyên hải Laguna Beach là nơi tấm nắng ưa chuộng

- Disneyland
- Disney's California Adventure
- Knott's Berry Farm
- Pacific Park
- Six Flags Magic Mountain
- Universal Studios Hollywood

### Bãi biển

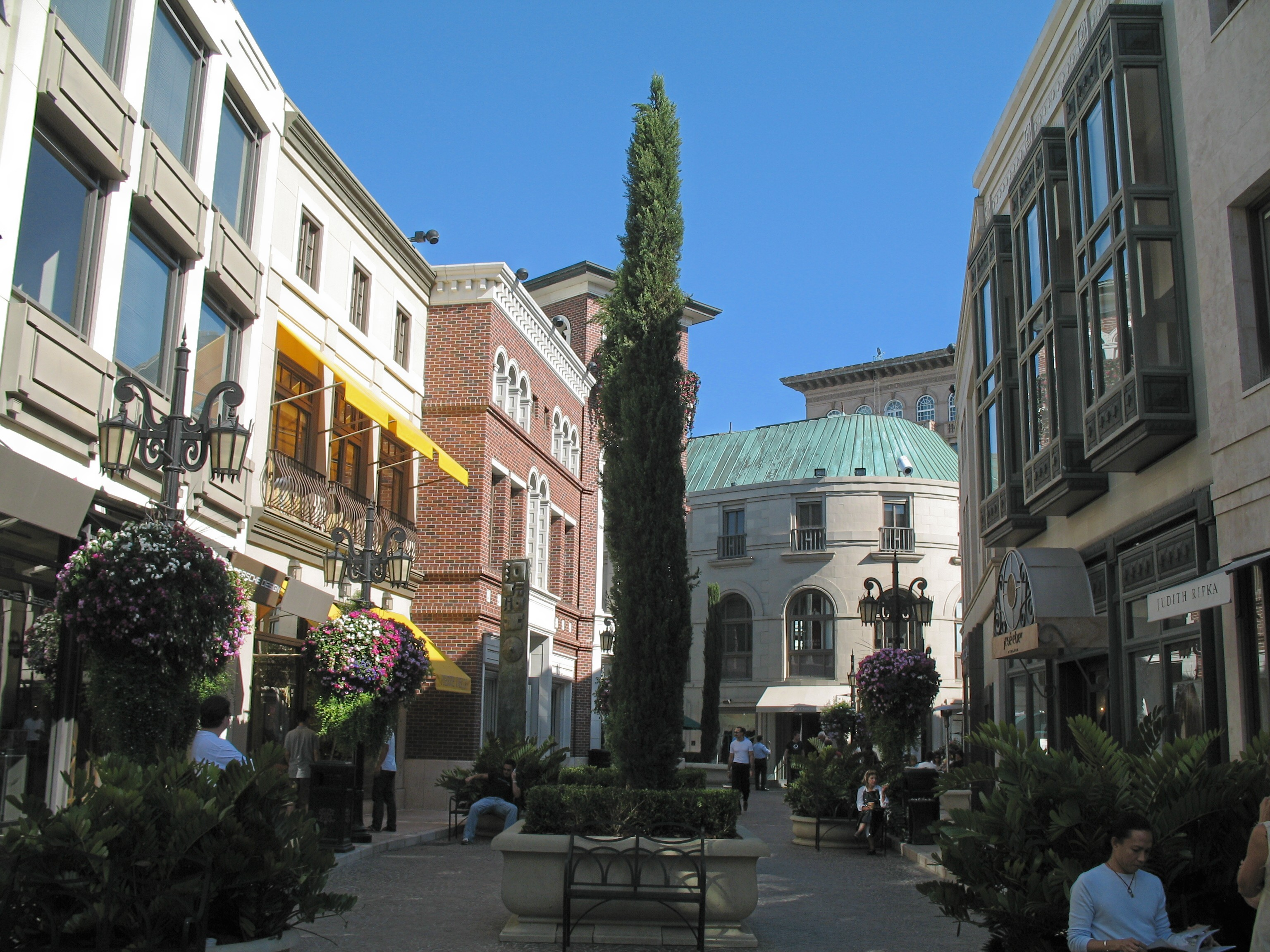
Đường Rodeo tại Beverly Hills

- Malibu
- Venice Beach
- Huntington Beach
- Laguna Beach
- Newport Beach
- Manhattan Beach
- Hermosa Beach
- Redondo Beach
- San Clemente
- Santa Monica

### Mua sắm

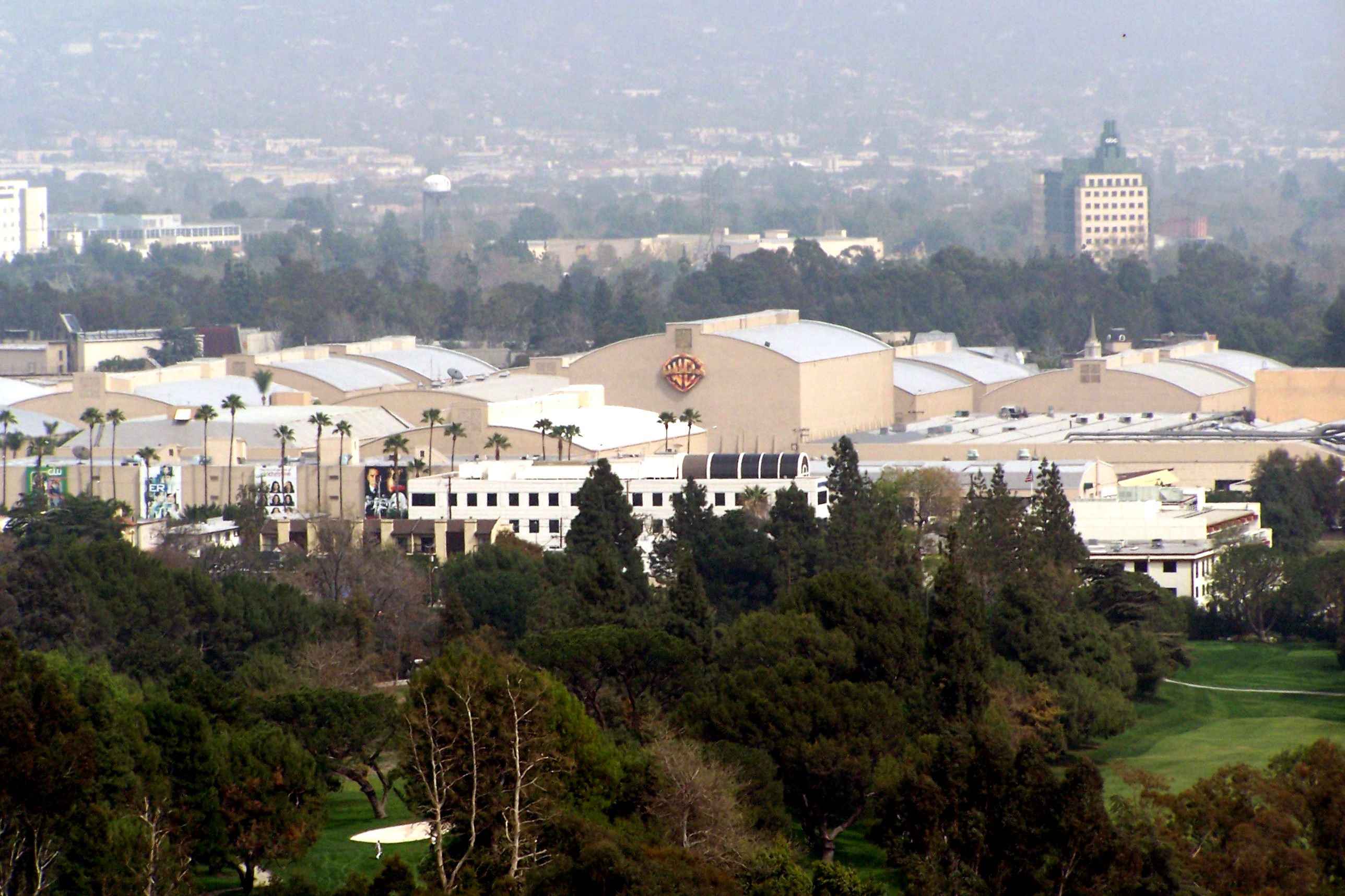
Phim trường Warner Brothers tại Thung lũng San Fernando

- Rodeo Drive
- The Grove at Farmer's Market
- Beverly Center
- Glendale Galleria
- Old Pasadena
- Inland Center (San Bernardino)
- Irvine Spectrum Center
- Paseo Colorado
- Westfield Century City
- Westfield MainPlace
- Westside Pavilion
- Valencia Town Center
- Antelope Valley Mall
- Third Street Promenade
- South Coast Plaza
- Downtown Disney
- Universal CityWalk
- Westfield Topanga
- The Block at Orange
- Ontario Mills
- Victoria Gardens
- Hollywood và Highland

### Các phim trường
- Phim trường Warner Brothers
- Thành phố Truyền hình CBS
- Phim trường Paramount
- Phim trường NBC
- Phim trường Walt Disney
- Phim trường Universal
- Phim trường Santa Clarita
- 20th Century Fox
- Sony Pictures Entertainment

### Công viên nước
- Raging Waters
- Knott's Soak City USA
- Six Flags Hurricane Harbor
- Wild Rivers
- Vương quốc Pharaoh bị lãng quên

### Vườn thú và công viên hải dương
- Vườn thú Los Angeles
- Vườn thú Santa Ana
- Công viên hải dương Thái Bình Dương

### Vui chơi về đêm
- Hollywood
- Sunset Strip
- Santa Monica
- Huntington Beach

### Bảo tàng
- Bảo tàng Bowers
- Bảo tàng Heritage Square
- Trung tâm Khoa học California
- Trung tâm Khoa học Khám phá
- Trung tâm Getty
- Biệt thự Getty
- Đài quan sát Griffith
- Thư viện Huntington
- La Brea Tar Pits
- Bảo tàng Nghệ thuật Quận Los Angeles
- Bảo tàng Lịch sử Thiên nhiên Quận Los Angeles
- Bảo tàng Norton Simon
- Bảo tàng Nghệ thuật Đương đại, Los Angeles
- Bảo tàng Nghệ thuật Mỹ Latinh
- Bảo tàng Tolerance
- Bảo tàng Xe hơi Peterson
- Bảo tàng Xe hơi Toyota USA

#### Bảo tàng Tổng thống
- Thư viện và Bảo tàng Tổng thống Richard Nixon

Queen Mary (phía trước) tại Long Beach, California, hiện giờ là một khách sạn và điểm hấp dẫn du khách.

- Thư viện Tổng thống Ronald Reagan

### Những nơi khác
- Queen Mary
- Mission Inn

## Các phi trường thương mại
| Phi trường                        | Mã số IATA | Mã số ICAO | Quận           |
| --------------------------------- | ---------- | ---------- | -------------- |
| Phi trường Quốc tế Los Angeles    | LAX        | KLAX       | Los Angeles    |
| Phi trường Quốc tế LA/Ontario     | ONT        | KONT       | San Bernadino  |
| Phi trường John Wayne             | SNA        | KSNA       | Cam            |
| Phi trường Bob Hope               | BUR        | KBUR       | Los Angeles    |
| Phi trường Đô thị Long Beach      | LGB        | KLGB       | Los Angeles    |
| Phi trường Vùng LA/Palmdale       | PMD        | KPMD       | Los Angeles    |
| Phi trường Quốc tế San Bernardino | SBD        | KSBD       | San Bernardino |

## Các quận trong Southland

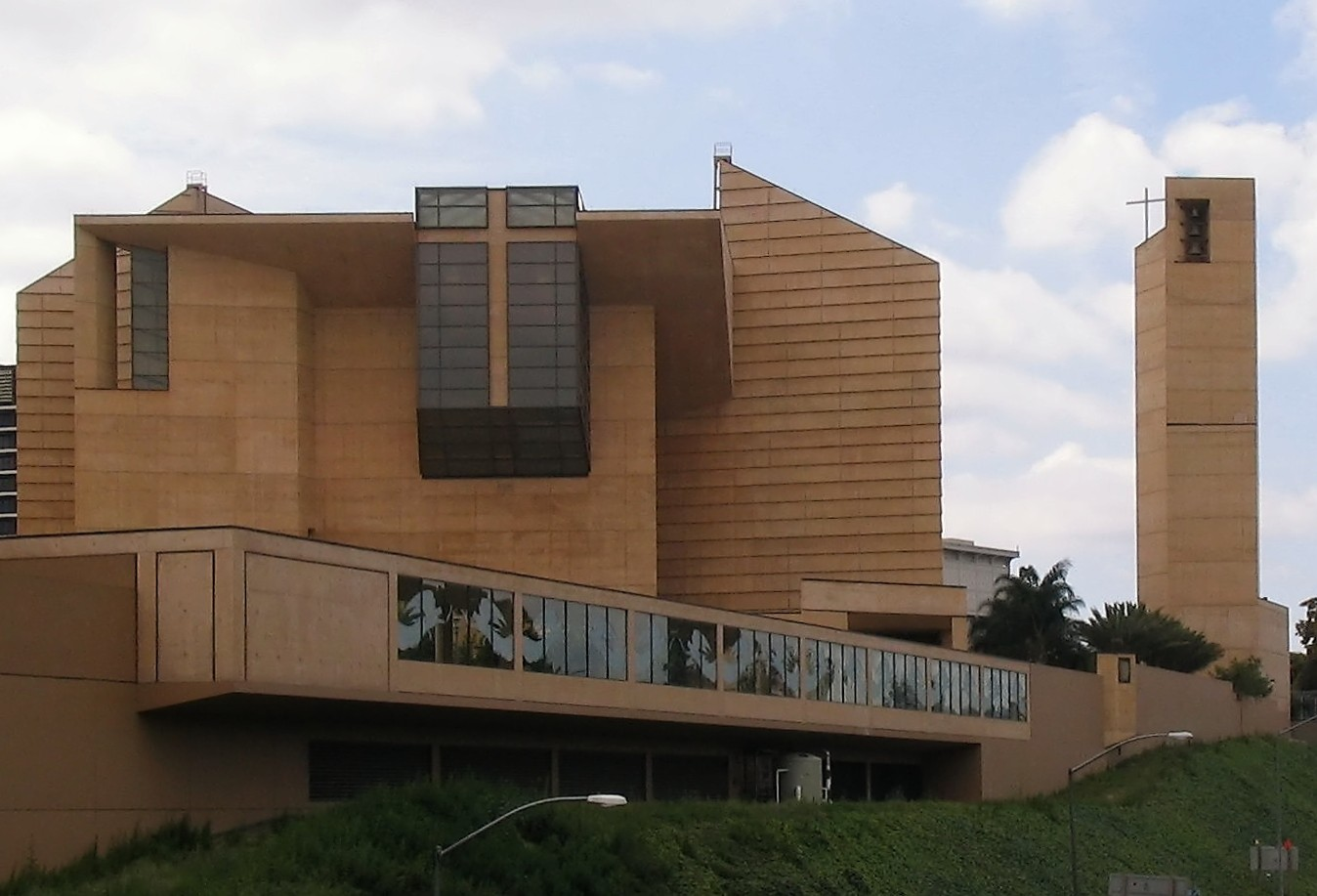
Thánh đường Our Lady of the Angels, Los Angeles, của kiến trúc sư Rafael Moneo

- Vùng đô thị Los Angeles-Long Beach-Santa Ana
  - Quận Los Angeles
  - Quận Cam
- Vùng đô thị Riverside-San Bernardino-Ontario
  - Quận Riverside
  - Quận San Bernardino
- Vùng đô thị Oxnard-Thousand Oaks-Ventura
  - Quận Ventura

## Các vùng của Southland
- Thung Lũng Antelope
- Trung Los Angeles
- Thung Lũng Conejo
- Thung Lũng Crescenta

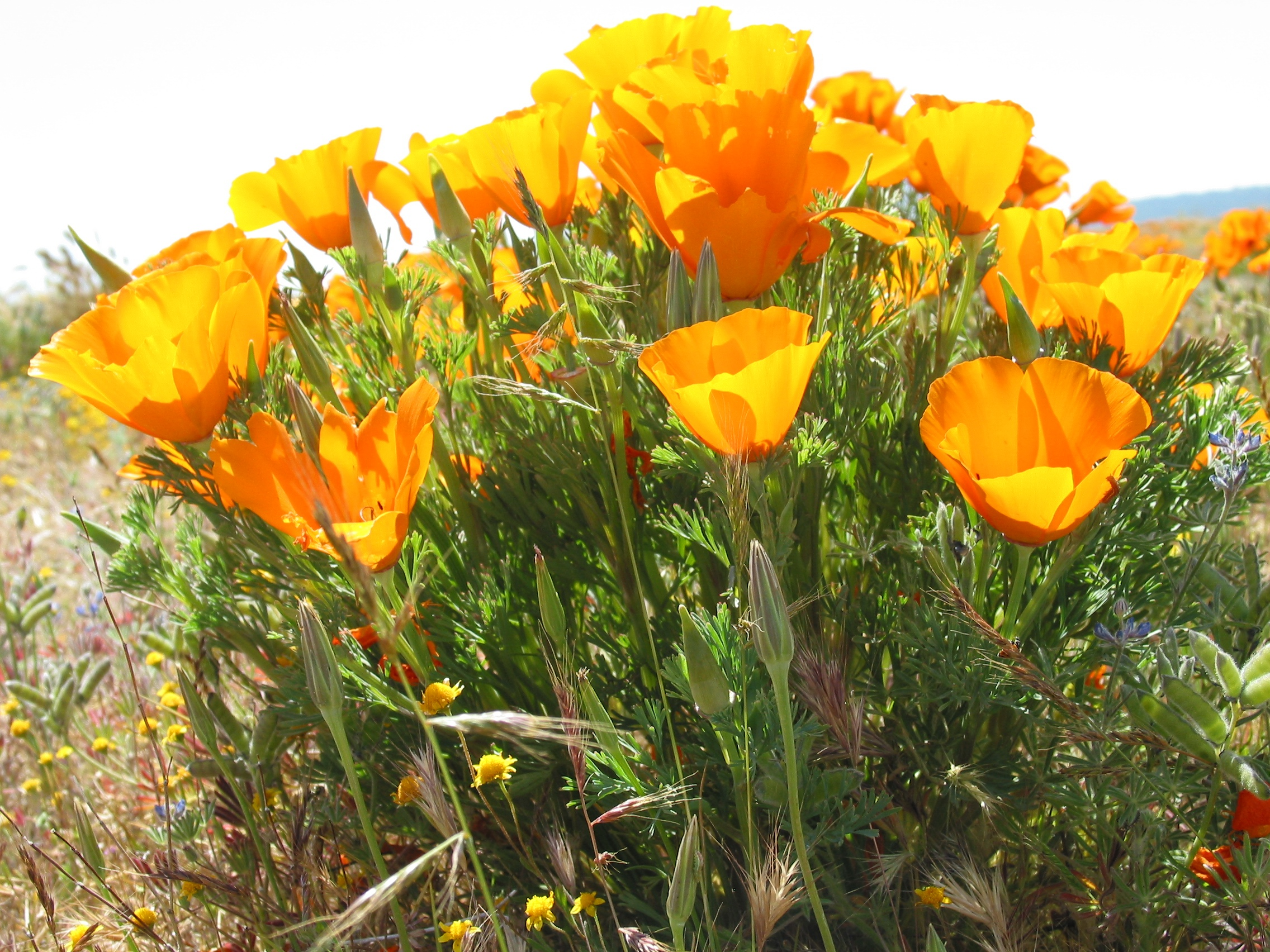
Hoa poppy California trong Khu bảo tồn Hoa poppy California Thung Lũng Antelope

- Đông Los Angeles (cũng còn được biết là 'Đông L.A.')
- Gateway Cities
- Inland Empire
- Quận Cam
- Đồng bằng Oxnard
- Thung Lũng San Fernando
- Thung Lũng San Gabriel
- Thung Lũng Santa Clarita
- South Bay
- Nam Los Angeles
- Tây Los Angeles (cũng còn được biết là 'Westside')

## Các thành phố

### Các quận lị của Vùng đại L.A.

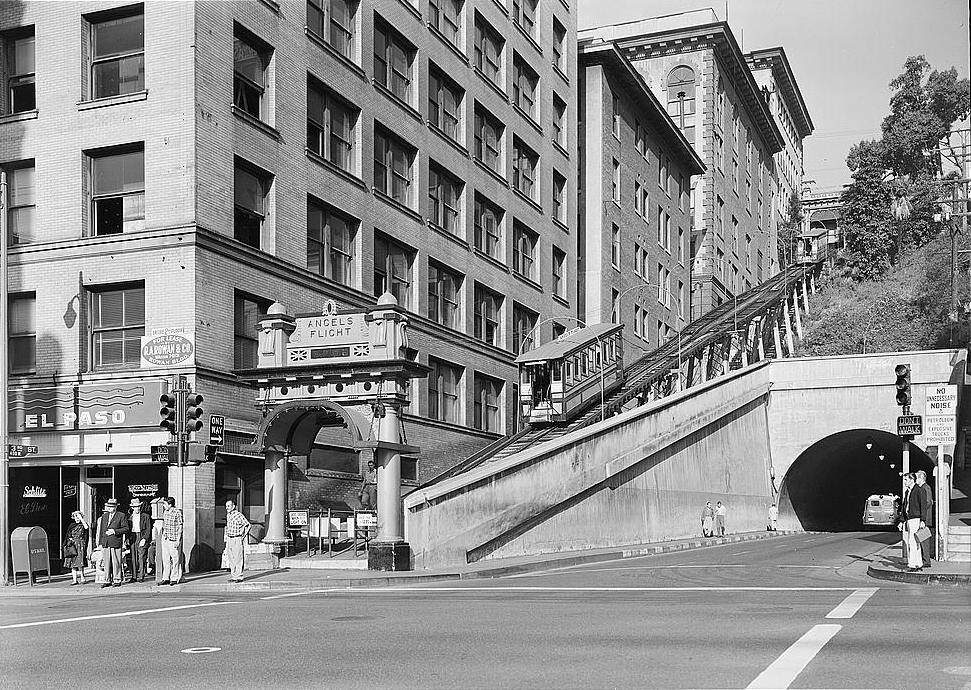
Tòa nhà hội "Angel Flight" ở góc Đường số 3 & đường Hill, Los Angeles, 1960

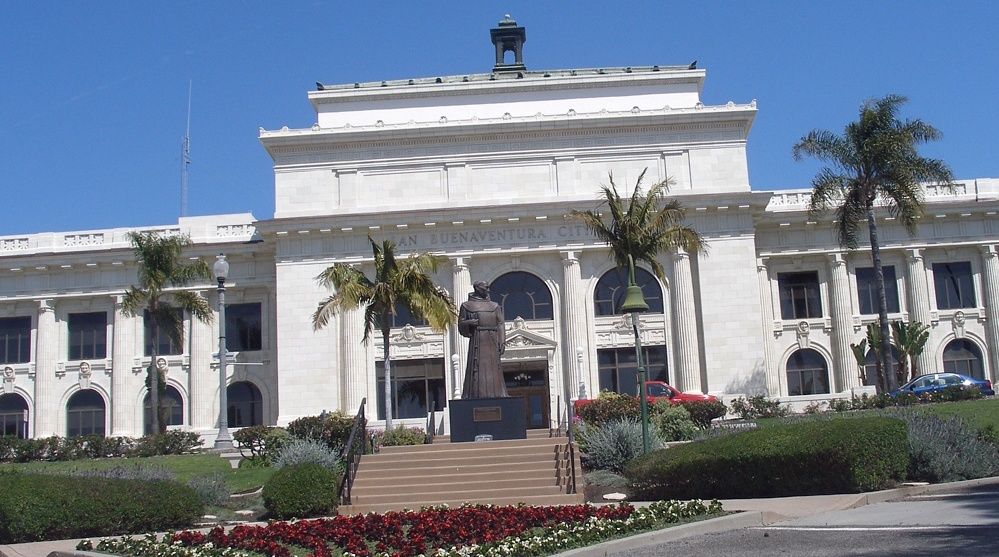
Đại sảnh Thành phố Ventura trong Phố cổ Ventura

- Los Angeles (Phi trường hành khách: Phi trường Quốc tế Los Angeles) là quận lị của Quận Los Angeles
- Riverside là quận lị của Quận Riverside
- Santa Ana (Phi trường hành khách: Phi trường Quận Cam-John Wayne) là quận lị của Quận Cam
- San Bernardino (Phi trường hành khách: Phi trường Quốc tế San Bernardino) là quận lị của Quận San Bernardino
- Ventura là Quận lị của Quận Ventura

### Các thành phố quan trọng khác của Đại Los Angeles
- Anaheim
- Burbank (Phi trường hành khách: Phi trường Bob Hope)
- Glendale
- Irvine (Phi trường hành khách: Phi trường John Wayne)
- Long Beach (Phi trường hành khách: Phi trường đô thị Long Beach)
- Ontario (Phi trường hành khách: Phi trường Quốc tế L.A. / Ontario)
- Oxnard (Phi trường hành khách: Phi trường Oxnard)
- Palmdale (Phi trường hành khách: Phi trường Vùng L.A. / Palmdale)
- Pasadena
- Santa Clarita

### Các thành phố có dân số trên 200.000
- Anaheim
- Glendale
- Irvine
- Long Beach
- Los Angeles
- Riverside
- Santa Ana
- San Bernardino

### Các thành phố có dân số trên 100.000

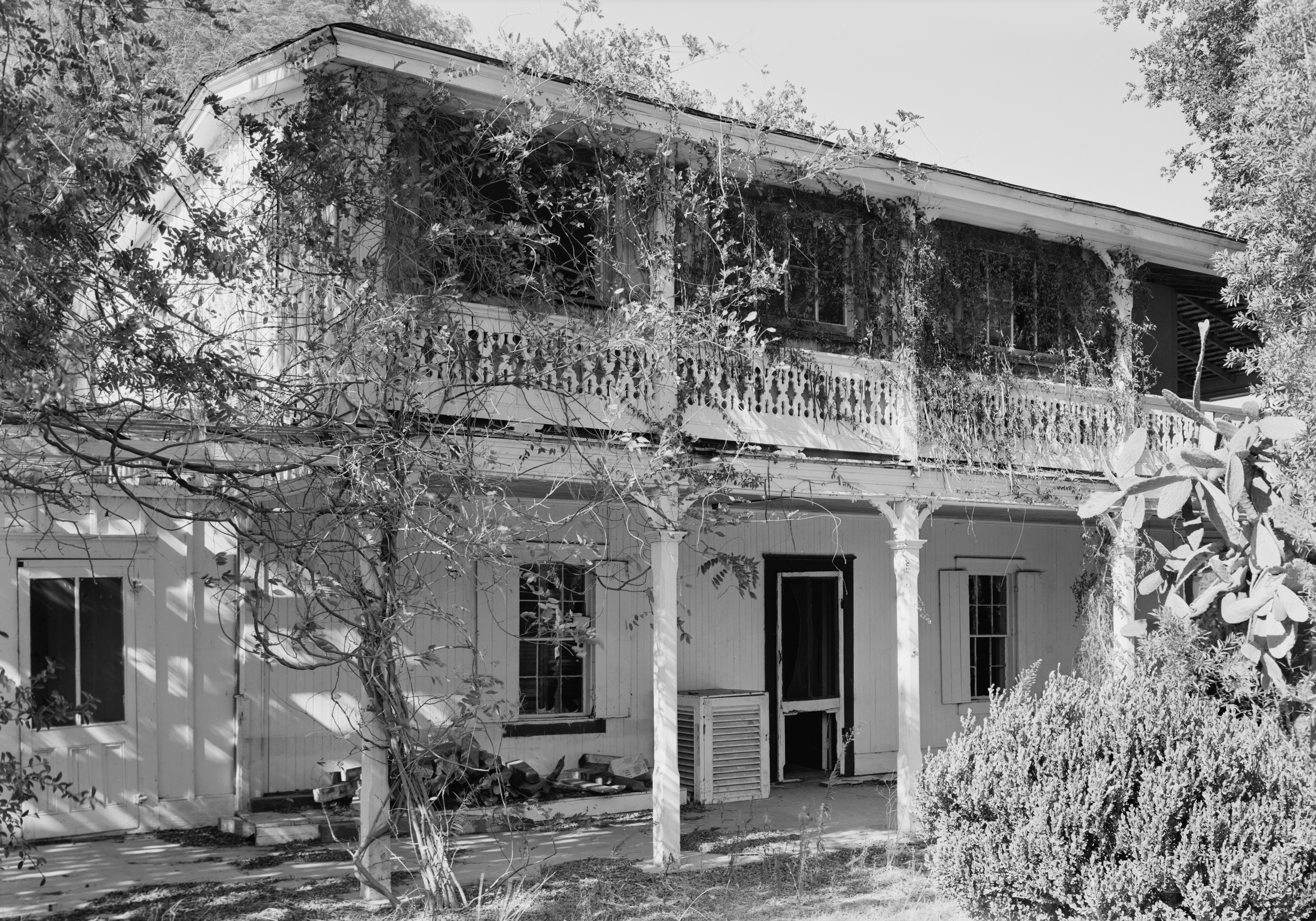
Tòa nhà Miguel Leonis Adobe, số 23537 Đường Calabasas, Calabasas

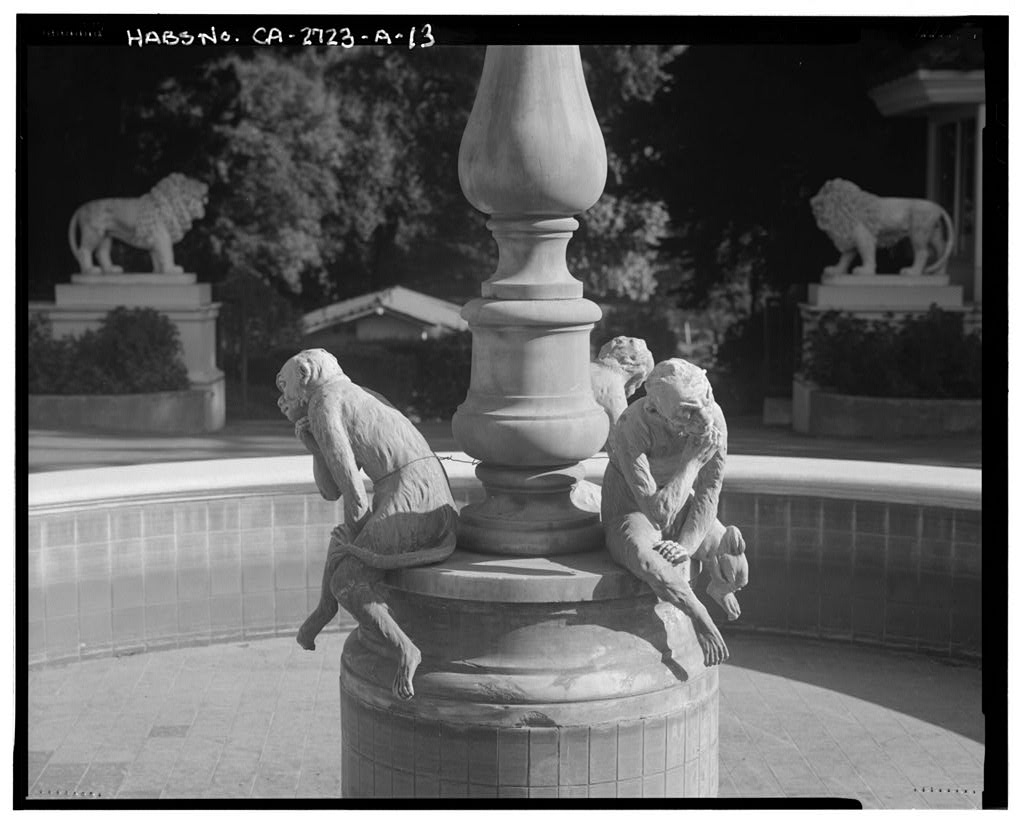
Bồn phun nước hình con khỉ, Bảo tàng Getty, Pacific Palisades, Los Angeles, California

- Burbank
- Corona
- Costa Mesa
- Downey
- El Monte
- Fontana
- Fullerton
- Garden Grove
- Huntington Beach
- Inglewood
- Lancaster
- Moreno Valley
- Norwalk
- Ontario
- Orange
- Oxnard
- Palmdale
- Pasadena
- Pomona
- Rancho Cucamonga
- Rialto
- Santa Clarita
- Simi Valley
- South Gate
- Thousand Oaks
- Torrance
- Ventura
- Victorville
- West Covina